# Jan Cherniavsky
Jan Cherniavsky (* 25. Juni 1892 in Uman, Russisches Kaiserreich, heute Ukraine; † 8. Januar 1989 in Toronto) war ein kanadischer Pianist ukrainischer Herkunft.

## Leben
Cherniavsky stammte aus einer sehr musikalischen Familie. Bereits 1901 trat er zusammen mit seinen Brüdern Leo und Mischel als Cherniavsky Trio auf.
In den Jahren 1901 bis 1906 war er mit seinen Brüdern auf einer sehr erfolgreichen Europa-Tournee. 1905 emigrierte seine Familie nach Österreich und ließ sich in Wien nieder. Dort erhielt er Privatstunden vom Pianisten Theodor Leschetizky, der ihn sehr beeinflusste.
Cherniavsky trennte sich 1934 nach dem Abschiedskonzert des Cherniavsky Trios in Salt Lake City und blieb in Kanada. Seit 1922 besaß er die kanadische Staatsbürgerschaft. Er heiratete eine Kanadierin und machte sich neben seinen Auftritten auch um die Musikerziehung sehr verdient. Zusammen mit dem Komponisten Allan de Ridder war er auch maßgeblich am Aufbau des "Vancouver Symphony Orchestra" beteiligt.
Im Jahr 1958 unternahm er mit seinen Brüdern zusammen nochmals eine Tournee durch Südafrika; das Trio konnte aber an die früheren Erfolge nicht mehr anknüpfen.
Cherniavsky gründete 1967 den Cherniavsky Junior Music Club. Dort wurde versucht, Kindern und Jugendlichen klassische Musik nahezubringen. Als Mitglied bekamen Kinder kostenlose oder zumindest verbilligte Eintrittskarten für Konzerte und Opern, aber auch die musikalische Ausbildung sollte verbessert werden. 1978 zog sich der Hauptsponsor "Chevron Canada" zurück und 1985 musste sich aus finanziellen Gründen der Verein auflösen.
Im Alter von fast 97 Jahren starb Jan Cherniavsky am 8. Januar 1989 in Toronto.